# Henck Arron
Henck Alphonsus Eugène Arron (Paramaribo, 25 april 1936 – Alphen aan den Rijn, 4 december 2000) was een Surinaams politicus die een belangrijke rol had  bij het onafhankelijkheidsproces van Suriname. Hij was 23 jaar politiek leider van de Nationale Partij Suriname (NPS).

## Biografie
Arron werd geboren in Paramaribo. Hij voltooide in 1956 zijn scholing aan de Algemene Middelbare School in zijn geboortestad en vertrok naar Nederland voor een opleiding in het bankwezen. Arron werkte enkele jaren bij de Amsterdamsche Bank. Vervolgens keerde hij terug naar Suriname, waar hij bij Vervuurts Bank, de latere 'Hakrinbank', ging werken. Eind 1963 werd hij onderdirecteur van de Volkskredietbank.
Arron werd in 1961 bestuurslid van de NPS. In 1963 werd hij Statenlid. In 1969 werd hij waarnemend fractieleider en in 1970 voorzitter van de partij. Bij de verkiezingen van 1973 was hij lijsttrekker van de Nationale Partij Kombinatie (NPK) bestaande uit de NPS, de PNR, de PSV en de KTPI. De NPK behaalde 22 van de 39 zetels in de Staten (parlement). De overige zeventien zetels gingen naar de VHP. De PNP van premier Jules Sedney kreeg geen enkele zetel.

## Kabinetten
Henck Arron leidde de volgende kabinetten:
- kabinet-Arron I, beëdigd op 24 december 1973

Tijdens deze kabinetsperiode werd de Surinaamse onafhankelijkheid een feit.
- kabinet-Arron II, beëdigd op 28 december 1977

Tijdens deze kabinetsperiode werd het kabinet omver geworpen door de Sergeantencoup, waarna er een periode van acht jaar militair regime in Suriname werd ingeluid.

## Onafhankelijkheid

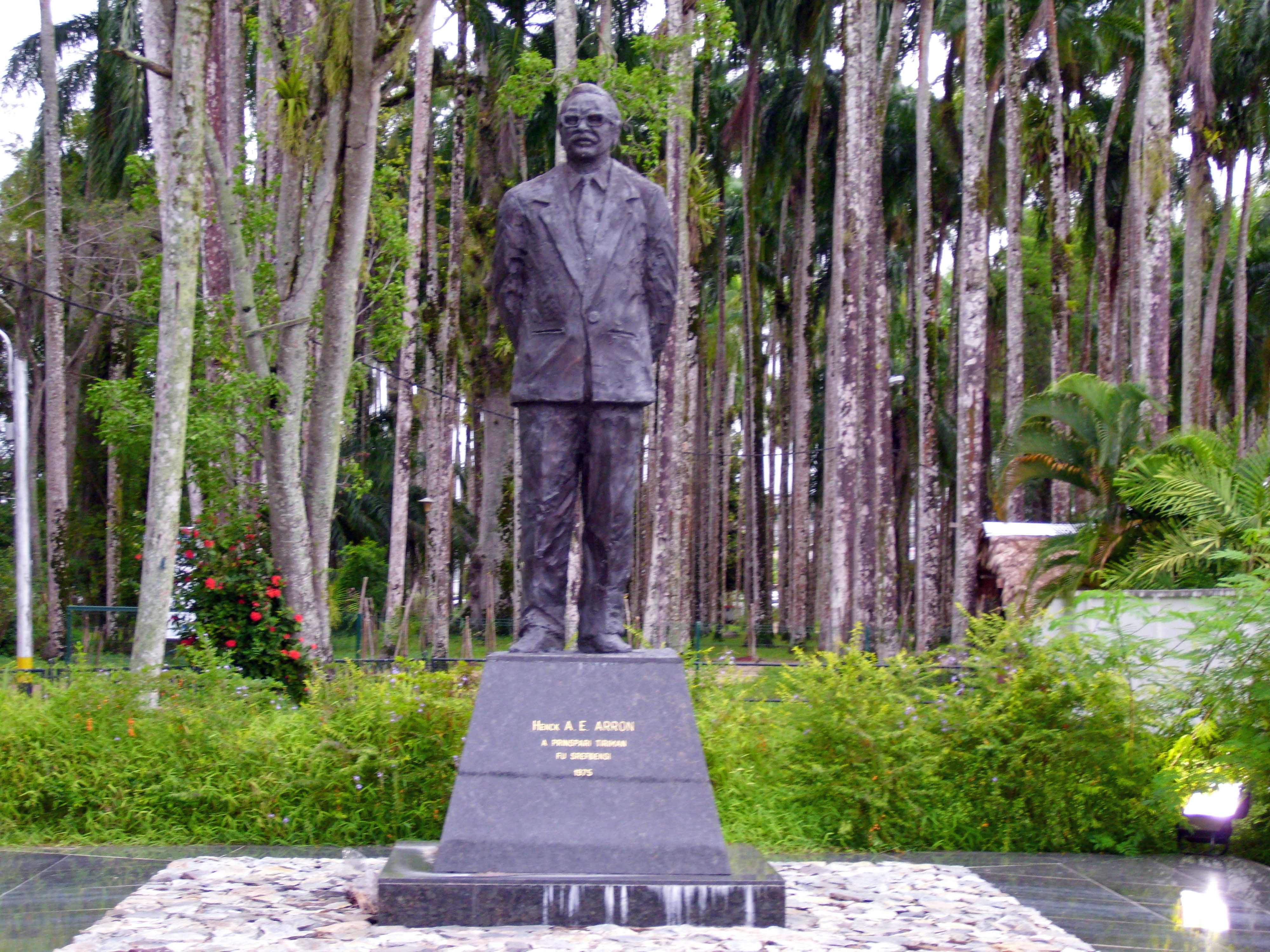
Standbeeld van Henck Arron bij de Palmentuin

Op 15 februari 1974 kondigde hij aan dat Suriname "ultimo 1975" onafhankelijk moest worden. Oppositieleider Jagernath Lachmon was in principe wel voorstander van de onafhankelijkheid van Suriname, maar pas op de lange termijn, maar Arron zette door. Hij leidde persoonlijk de onderhandelingen met Nederland. Lachmon en zijn VHP besloten hem op het laatste moment toch te steunen.
Op 25 november 1975 werd Suriname onafhankelijk, en werd Arron de eerste premier van de Republiek Suriname en tevens minister van Buitenlandse Zaken (tot de onafhankelijkheid was 'Buitenlandse Zaken' een koninkrijksaangelegenheid). Zijn regering werd geen succes. Arron schortte de verkiezingen op tot 1977. In oktober van dat jaar won de NPS de verkiezingen, al werd hij wel beschuldigd van verkiezingsfraude. In het nieuwe kabinet werd Arron opnieuw premier en minister van Buitenlandse Zaken. Hij werd tevens minister van Defensie (bijgestaan door een onderminister R.W. Willemzorg), maar daar stond tegenover dat hij als minister van Financiën werd opgevolgd door Lesley Goede.
In 1980 pleegden 16 sergeanten van het Nationaal Leger van Suriname onder leiding van Desi Bouterse een coup. De regering-Arron werd beschuldigd van corruptie en afgezet terwijl de verkiezingen die voor 27 maart 1980 gepland stonden niet doorgingen. Arron werd gevangengezet en kreeg later huisarrest.
Er volgden vrije verkiezingen in 1987. Hierna werd Arron vicepresident van de regering onder Ramsewak Shankar. In 1990 stuurde Bouterse deze regering naar huis, middels de zogeheten "telefooncoup".
Op 25 november 2000 werd Arron door president Venetiaan tijdens de herdenking van 25 jaar onafhankelijkheid  onderscheiden met de hoogste Surinaamse onderscheiding: de Gele Ster.
Arron bracht in december 2000 op uitnodiging van het Koninklijk Instituut voor de Tropen een bezoek aan Nederland, samen met Jagernath Lachmon.
Hij werd geïnterviewd in het radioprogramma 'De Ochtenden'. Hij gaf toe dat geen enkele Surinaamse regering sinds de onafhankelijkheid een voldoende had gehaald; niettemin vond hij de Nederlandse bedilzucht nog steeds niet te verdragen.
Lachmon, die eigenlijk altijd tegen de onafhankelijkheid was geweest, Arron en Jan Pronk, die als minister van ontwikkelingssamenwerking betrokken was geweest bij de dekolonisatie van Suriname, debatteerden op 3 december met elkaar over 25 jaar onafhankelijkheid. Hierbij werd Arron vanuit de zaal bekritiseerd door de Surinaams-Hindoestaanse publicist Anil Ramdas. Een dag later, op de verjaardag van Arrons vrouw, brachten Arron en Lachmon een beleefdheidsbezoek aan de toenmalige voorzitter van de Tweede Kamer, Jeltje van Nieuwenhoven. 's Avonds overleed Arron tijdens een familiebezoek in Alphen aan den Rijn aan een hartstilstand. Hij werd 64 jaar oud. President Venetiaan reageerde verslagen. Enkele dagen later kwamen honderden mensen bijeen in de Mozes en Aäronkerk in Amsterdam. De voorgenomen huldiging van Arron in Nederland, op 9 december, moest worden afgelast.
Op 25 april 2003 werd de Gravenstraat in Paramaribo omgedoopt tot Henck Arronstraat. President Venetiaan hield een toespraak bij de onthulling van het naambord.
Op 26 april 2008 werd er een standbeeld (gebeeldhouwd door Erwin de Vries) van Henck Arron opgericht in de Palmentuin recht tegenover het Kabinet van de President.